# مارسل کیتل
مارسل کیتل (آلمانی: Marcel Kittel؛ زادهٔ ۱۱ مهٔ ۱۹۸۸) یک دوچرخه‌سوار اهل آلمان است که برای تیم اتیکس کوئیک-استپ رکاب می‌زند. در ردهٔ جوانان، یک مدال برنز در مادهٔ تایم تریل در مسابقات جهانی به دست آورد. پس از ورود به ردهٔ سنی بزرگسال در ۲۰۱۱ میلادی، در بخش تعقیبی گروهی تخصص دارد.

## فعالیت حرفه‌ای
کیتل در سال ۲۰۱۲ برای نخستین بار در تور دو فرانس شرکت کرد. هدف او در آن مسابقه به دست آوردن پیراهن سبز بود؛ ولی در میانهٔ مرحلهٔ پنجم به دلیل عفونت ویروسی معده و روده انصراف داد.
در سال ۲۰۱۳، آرگوس شیمانو (تیم کیتل) مجوز شرکت در مسابقات تور جهانی را به دست آورد. کیتل در مرحلهٔ نخست تور عمان اول شد. در تور دو فرانس همان سال، کیتل در مرحلهٔ نخست به پیروزی رسید و پیراهن طلایی را برای یک روز بر تن کرد. او در مراحل دهم و دوازدهم و مرحلهٔ آخر تور نیز برنده شد و در نهایت، مقام چهارم امتیازی را به دست آورد.
کیتل فصل ۲۰۱۴ را با پیروزی در یک مسابقهٔ کریتریوم در استرالیا و برنده شدن سه مرحله از تور دبی آغاز کرد. سپس در مرحله‌های دوم و سوم جیرو دیتالیا پیروز شد و پیش از مرحلهٔ چهارم انصراف داد. در تور دو فرانس، با پیروزی در مرحلهٔ نخست، مرحلهٔ دوم را با پیراهن طلایی آغاز کرد. ولی آن را در پایان همان مرحله از دست داد. البته کیتل در مرحله‌های سوم، چهارم و آخر تور نیز پیروز شد.
کیتل در اوایل ۲۰۱۵ دچار بیماری ویروسی شد و چند مسابقه از جمله تور دو فرانس را از دست داد. در اکتبر همان سال، قرارداد دوساله‌ای را با اتیکس کوئیک-استپ امضا کرد.

## دستاوردها
منبع:
۲۰۱۲
تور عمان
برندهٔ مرحلهٔ ۳ و ۶
۲۰۱۳
تور دو فرانس
برندهٔ مرحلهٔ ۱، ۱۰، ۱۲ و ۲۱
کسب  پس از مرحلهٔ ۱
کسب  پس از مرحلهٔ ۱ و ۲
قهرمان تور دو پیکاردی
کسب پیراهن امتیازی
برندهٔ مرحلهٔ ۱ و ۳
تور ترکیه
برندهٔ مرحلهٔ ۱، ۷ و ۸
۲۰۱۴
تور دو فرانس
برندهٔ مرحلهٔ ۱، ۳، ۴ و ۲۱
کسب  &  پس از مرحلهٔ ۱
جیرو دیتالیا
برندهٔ مرحلهٔ ۲ و ۳
کسب  پس از مرحلهٔ ۲ و ۳
مقام ششم تور دبی
برندهٔ  رده‌بندی امتیازی
برندهٔ مرحلهٔ ۲، ۳ و ۴
۲۰۱۶
جیرو دیتالیا
برندهٔ مرحلهٔ ۲ و ۳
کسب  پس از مرحلهٔ ۳
کسب  پس ار مرحلهٔ ۲ تا ۶
قهرمان تور دبی
برندهٔ  رده‌بندی امتیازی
برندهٔ مرحلهٔ ۱ و ۴
تور دو فرانس
برندهٔ مرحلهٔ ۴

### نتایج در تورهای بزرگ
|                 | ۲۰۱۱      | ۲۰۱۲     | ۲۰۱۳ | ۲۰۱۴     | ۲۰۱۵ | ۲۰۱۶  |
| جیرو دیتالیا    | نرفت      | نرفت     | نرفت | ناتمام-۴ | نرفت | DNS-۹ |
| پیروزی در مراحل | -         | -        | -    | ۲        | -    | ۲     |
| رده‌بندی امتیازی | -         | -        | -    | -        | -    | -     |
| تور دو فرانس    | نرفت      | ناتمام-۵ | ۱۶۶  | ۱۶۱      | نرفت | ۱۶۶   |
| پیروزی در مراحل | -         | ۰        | ۴    | ۴        | -    | ۱     |
| رده‌بندی امتیازی | -         | -        | ۴    | ۴        | -    | ۲     |
| ووئلتا اسپانیا  | ناتمام-۱۲ | نرفت     | نرفت | نرفت     | نرفت | نرفت  |
| پیروزی در مراحل | ۱         | -        | -    | -        | -    | -     |
| رده‌بندی امتیازی | -         | -        | -    | -        | -    | -     |

| ۱        | برنده                               |
| ۲–۳      | سه نفر اول                          |
| ۴–۱۰     | ده نفر اول                          |
| ۱۱–      | گذر از خط پایان                     |
| نرفت     | در مسابقه شرکت نکرد                 |
| ناتمام-x | به پایان نرساند (انصراف در مرحله x) |
| DNS-x    | آغاز نکرد (عدم شرکت در مرحله x)     |
| اخراج    | اخراج شد                            |
| ناموجود  | مسابقه/رده‌بندی انجام نشد            |
| بی‌رتبه   | در رده‌بندی گنجانده نشد              |